# 齋藤博人
齋藤 博人（さいとう ひろと）は、ゲーム音楽の作曲家・編曲家。東京都出身。
工画堂スタジオに在籍した後1998年に退社、以後フリーランスの作曲家として活動。
退社後も同社の作品を含む、様々なタイトルに作曲家・編曲家として楽曲を提供し続けている。
また、「LOTS」または「LILT RECORDS」名義でコミックマーケットやM3などの同人誌即売会に参加し、オリジナルアルバムやサウンドトラック、アレンジアルバムなどを頒布している。

## 作品

### ゲーム
- パワードールシリーズ（同作品のアレンジアルバムも複数発表）
- Sequence Palladiumシリーズ
- 指極星
- RASETSU 〜羅刹〜シリーズ
- パレドゥレーヌ
- 妖ノ宮
- ミマナ イアルクロニクル
- ウソツキと犬神憑き
- メタルストーカー
- タイムクルーズII
- クロスワイバー
- CROSS HERMIT 最果ての守護者
- 機装ルーガ
- 機装ルーガII
- ティアリングサーガシリーズ ベルウィックサーガ
- テクニクティクス
- テクニクビート
- ファントム・キングダム ※一部楽曲
- FolksSoul -失われた伝承-
- ドルアーガオンライン THE STORY OF AON
- 超ドラゴンボールZ
- アストロ忍者マン ※一部楽曲
- 8BIT MUSIC POWER ENCORE - 1曲提供

### CD
- WORLDNAUT(1998年)
- BORBOLETA(1999年)
- h.[Agua](2000年)
- Dia Novo(2004年)
- Retrospective Blue(2005年)
- melodia(2007年)
- CROSS HERMIT 最果ての守護者 サウンドトラック(2008年)
- POWER DoLLS 1 サウンドトラック Resonance(2009年)
- ウソツキと犬神憑き 音楽集(2009年)
- ぼ～かり～ず(2009年)
- S-MODE(2010年)
- Lilting Voice(2011年)
- Man-Made Beauty(2011年)
- Winter Fever(2011年)
- ミマナ イアルクロニクル コンプリートサウンドトラック(2012年)